# 阿德里安娜·迪亚斯
阿德里安娜·亚米拉·迪亚斯·冈萨雷斯（西班牙語：Adriana Yamila Díaz González，2000年10月31日—），波多黎各女子乒乓球运动员。她曾获得2019年泛美运动会乒乓球比赛女子单打金牌。她的姐姐梅拉妮、表兄布里安·阿法纳多尔同样也是乒乓球运动员。